# La Chaussée des géants (roman)
La Chaussée des géants est un roman de Pierre Benoit paru en 1922. Le roman évoque l'insurrection de Pâques 1916.

## Résumé
En 1894, Ferdinand Gérard, un adolescent qui est en séjour à Aix-lès-Bains, est abordé lors d'un spectacle par une adolescente étrangère, Antiope d'Antrim. Pendant un mois, il se lie d'amitié avec elle. Avant de se séparer, elle lui donne une image religieuse où est inscrite une phrase mystérieuse.
Vingt ans plus tard, blessé à la guerre, Gérard est réformé et affecté à un service à l'arrière. Il décide de se trouver une occupation en apprenant le mingrélien et effectue des traductions. Un jour, il est contacté par un homme qui souhaite le rencontrer. Il s'agit d'un officier irlandais du nom de Térence qui a en fait confondu Ferdinand Gérard avec un autre Gérard, professeur de langue celtique au Collège de France. Térence lui apprend qu'une insurrection va se produire dans quelques semaines en Irlande et que les autorités indépendantistes, soucieuses de l'image qu'elles veulent donner de leur pays à l'étranger, souhaitent que différents émissaires internationaux soient témoins des événements. Quand il apprend qu'il sera hébergé en Irlande au château de Kendale par le Comte d'Antrim et qu'il va pouvoir revoir Antiope, Gérard renonce à éclairer Térence sur son erreur et accepte sa proposition.
Il se rend en Irlande et, pendant le voyage, fait connaissance avec le professeur Grütli, qui est l'émissaire de la Suisse chargé de suivre les événements. Il apprend que la phrase mystérieuse que lui avait laissée Antiope est la prophétie de Donegal, très célèbre en Irlande, qui annonce l'avènement d'un pays libre le jour anniversaire de la Comtesse d'Antrim. Lorsqu'il arrive à Kendale, Gérard est accueilli par un mystérieux majordome du nom de Ralph. Il obtient un entretien avec le comte d'Antrim, qui est vieux et affaibli, et lui rappelle leur rencontre vingt ans plus tôt. Il revoit ensuite Antiope, qui n'est plus la jeune fille effrontée de son adolescence, mais une femme secrète et mélancolique. Il apprend que son mari est mort il y a deux ans dans un accident de voiture et que l'insurrection est prévue le jour de son anniversaire. Elle est également courtisée par un jeune aristocrate anglais du nom de Reginald Arbukle et il est question d'un mariage entre eux.
Les jours passent dans l'attente de l'insurrection. De nouveaux émissaires étrangers sont arrivés et Gérard s'efforce de dissimuler son identité véritable et de se rapprocher d'Antiope. La jeune femme reste secrète et distante. Gérard a appris également que Ralph est un officier de l'armée irlandaise et qu'il joue un rôle important dans l'insurrection à venir. Un soir, alors qu'il se promène sur des hauteurs, Gérard aperçoit Antiope dans les bras de Ralph. Il comprend qu'ils ont une liaison. Le professeur Grütli lui révèle peu après qu'il est un agent des services secrets anglais et qu'il sait que Gérard n'est pas professeur au Collège de France. Il est en fait persuadé que Gérard est un agent secret français.
Le jour de l'insurrection arrive. Les différents émissaires étrangers partent en train pour Dublin, accompagnés par Ralph et ses hommes. Pendant le trajet, le professeur Grütli, démasqué depuis longtemps comme agent anglais, est tué par des soldats irlandais. Son corps est enveloppé dans un sac et jeté hors du train. A Dublin, le premier coup de feu de l'insurrection est donné par une Antiope hésitante et comme apeurée. Les combats vont faire rage pendant plusieurs jours. Gérard assiste aux hésitations des civils, à la défaite des troupes irlandaises et à la mort héroïque de l'officier Térence. 
Il est finalement pris dans une explosion et se retrouve à l'hôpital. Ralph parvient à entrer en communication avec lui et à l'informer des événements. L'insurrection a été un échec militaire mais elle a paradoxalement ravivé l'esprit d'indépendance irlandais. Tous les chefs de l'insurrection ont été tués ou condamnés à mort. Le Comte d'Antrim est mort en prison et Antiope a été condamnée aux travaux forcés à perpétuité. Ralph demande à Gérard d'aller au château où vit encore sa mère pour lui annoncer que son fils est encore vivant. Gérard tient parole, va sur la tombe du Comte d'Antrim et médite en contemplant la Chaussée des Géants.
De retour à Paris, Gérard décide d'aller voir le professeur du Collège de France dont il a usurpé l'identité pour lui révéler toute la vérité. Le professeur lui répond assez froidement et lui remet des lettres qui étaient visiblement destinées à Ferdinand Gérard. L'une d'elles vient d'Antiope. Elle veut se libérer d'un secret et lui révèle qu'elle n'est pas l'Antiope d'Antrim qu'il a connue adolescent. La véritable Antiope est morte avec son mari dans un accident de voiture. Celle qu'il a vue en Irlande s'appelle en réalité Edith Stewart et est la fiancée de Ralph. Pour que le prophétie de Donegal puisse encore avoir du sens et que l'insurrection puisse avoir lieu, elle a été chargée de prendre la place de la véritable Antiope.

## Adaptation au cinéma
- 1926 : La Chaussée des géants, film muet français réalisé par Robert Boudrioz et Jean Durand.